# Hersekzade Ahmed Paša
Hersekzade nebo Hersekli Ahmed Paša (původně chorvatsky Stjepan Hercegović, později Ahmed-paša Hercegović, turecky Hersekzade Ahmed Paşa, 1459, Herceg Novi – 21. července 1517, Cařihrad) byl osmanský generál a státník, v mládí známý jako Stjepan Hercegović. V překladu jeho jméno znamená Ahmed Paša, syn z Hercegoviny.

## Život a kariéra
Stjepan se narodil v roce 1459 do významné rodiny Kosačů jako třetí syn Stjepana Vukčiće Kosači, vévody ze Svatého Sávy, tehdy nejvlivnějšího muže Bosenského království. Mezi Stjepanovými nevlastními sourozenci z otcova prvního manželství byli například královna Kateřina Bosenská (manželka krále Štěpána Tomáše) nebo Vladislav Hercegović, otcův nástupce.
Stjepanova rodina, podobně jako většina jejich krajanů, se hlásila k Bosenské církvi, avšak jejich příslušnost ke křesťanství byla nejistá. Jeho sestra po vstupu do manželského svazku konvertovala k římskokatolické církvi, zatímco sám Stjepan po usídlení v Istanbulu okolo roku 1473 přestoupil k islámu a změnil si své jméno na Ahmed.
Za svůj život se stal celkem pětkrát osmanským velkovezírem (v letech 1497–1515) a hlavním admirálem sultána. V roce 1484 se oženil s Hundi Hatun, dcerou sultána Bajezída II. a zanechal několik potomků.
Zemřel v červenci 1517 přirozenou smrtí, krátce před koncem vlády sultána Selima I.